# The Tipton
Hotel Tipton er et fiktivt hotel i Disney Channels succesrige serie om tvillingerne Zack og Cody, med deres syngende mor og sjove venner i "Zack og Codys Søde Hotelliv".

## The Tiptons historie
Starten på Hotel Tipton var da London Tiptons forfædre byggede en kro bag et nationalt træ som står i parken nær ved hotellet. Efterhånden voksede kroen sig større og større og flere Tiptoner fra flere generationer har overtaget hotellet, og næste gang bliver det Londons tur. Hotel Tipton er blevet opsøgt af flere af Bostons, (hvor det står) madanmeldere og andre anmeldere, og hotellet er nået op på hele 5 stjerner.

## Personale
- Marion Moseby – Hotel manager.
- Maddie Fitzpatrick – Arbejder i slikboden på hotellet.
- Esteban Ramírez – Den bedste piccolo.
- Arwin Hochhauser – vicevært på hotellet
- Carey Martin – Restaurant sanger.
- Chefkok Paolo – Chef kok i hotelrestauranten.
- Patrick – Tjener i hotelrestauranten.
- Muriel – Rengøringsdamen.
- Lance – Svømmingpoolens livredder.
- Skippy – Styrer hotellet om natten
- Irene – Sørger for gæsterne over telefon.
- Serge – Sørger fysisk for gæsterne.
- Norman – Dørmand.
- Deborah – Den anden rengøringsdame.
- Rose – Den tredje rengøringsdame.
- Gary – Tjener.
- Rich – Tjener.
- Dr. Chip Walters – Hotellets doktor.
- Chuck – Tjener.
- Veronica – Massør.
- Mr. Tipton – Ejeren og London Tiptons far
- Nia – Maddies Dubleant.
- Millicent – Maddies anden Dubleant.

## Steder
steder på Tipton
- Emperial suiten.
- Bryllups suiten.
- Fyrste suiten.
- Almindelige suite.
- Førsteklasses værelser.
- Familie værelser.
- Almindelige værelser.
- 2 klasses værelser.
- 2 klasses familie værelser.
- 3 klasses værelser.
- 3 klasses familie værelser.
- Lobbyen.
- Kælderen.